# Santa Giusta
Santa Giusta é uma comuna italiana da região da Sardenha, província de Oristano, com cerca de 4.408 habitantes. Estende-se por uma área de 69 km², tendo uma densidade populacional de 64 hab/km². Faz fronteira com Ales, Arborea, Marrubiu, Morgongiori, Oristano, Palmas Arborea, Pau.